# Vlag van het Internationaal Atoomenergieagentschap

Vlag van het IAEA

De vlag van het Internationaal Atoomenergieagentschap is gebaseerd op de vlag van de Verenigde Naties, aangezien het Internationaal Atoomenergieagentschap (IAEA) een oneigenlijke gespecialiseerd organisatie van de Verenigde Naties is.
De vlag toont het logo van het IAEA tussen twee vrede symboliserende olijftakken op een blauwe achtergrond. Het logo toont een symbool voor kernenergie.